# Herb gminy Lichnowy
Herb gminy Lichnowy – symbol gminy Lichnowy.

## Wygląd
Herb gminy ma kształt tarczy herbowej z czarną obwódką, podzielonej z lewa w skos czarną linią. W lewej dolnej części na zielonym tle umieszczono złoty snop zboża, natomiast w prawej górnej części na żółtym tle – czerwony wiatrak.